# Al Salmiya Club
Al Salmiya Club (árabe: o ناديالسالمية) é um clube profissional de futebol do Kuwait. Tendo ganhado a divisão do Kuwait por quatro vezes, o mais recente em 2000. Foi fundado em 1964 e o clube ocupa uma área total de 94 mil metros quadrados, abrangendo dez modalidades: futebol, vôlei, tênis de mesa, tênis, squash, esgrima, judô, taekwondo, caratê e atletismo.

## História
O clube foi fundado em 1964.

## Estádio

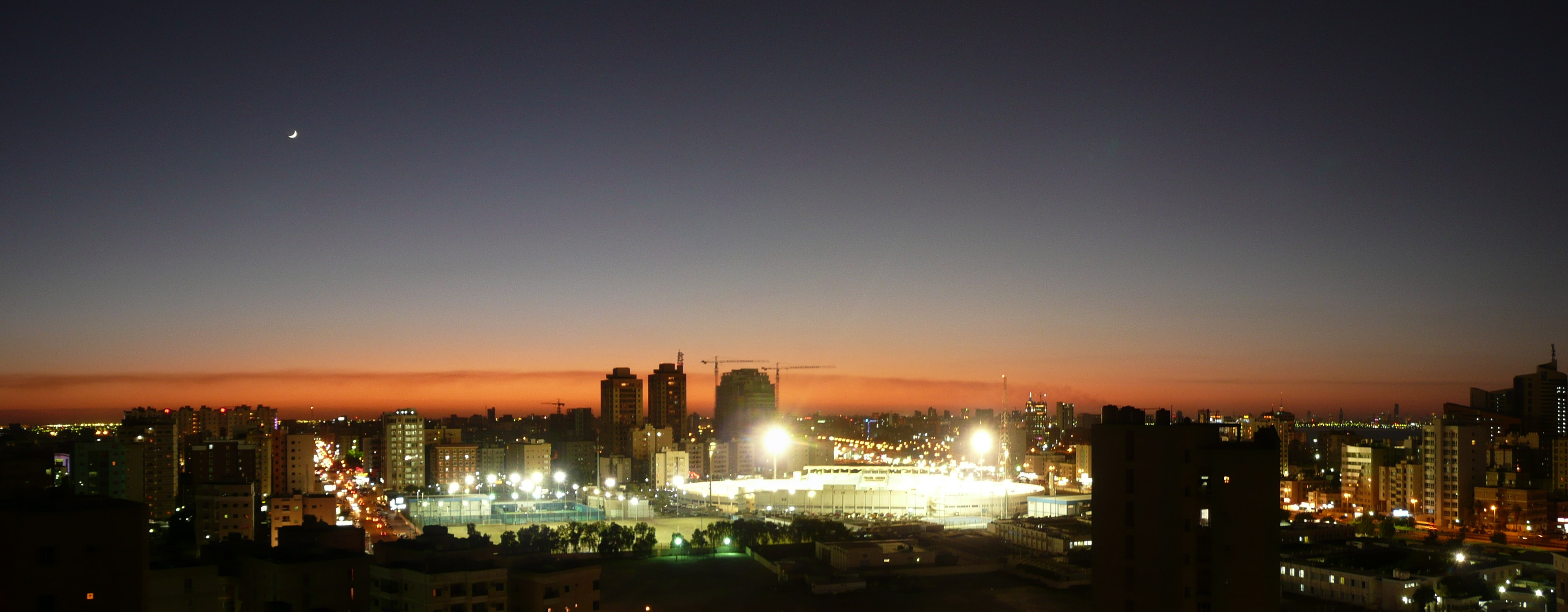
Estádio Thamir à noite

Al-Salmiya joga seus jogos em casa no Thamir Stadium em Salmiya. O estádio foi inaugurado em 2004. Tem capacidade atual para 16.105 espectadores.

## Escudo e cores

### Escudo
O escudo do clube é inspirado na localização de Salmiya no mapa
do Kuwait, com o verde representando a terra, enquanto a cor azul representa o mar.

### Cores
O primeiro uniforme do Al-Salmiya é todo com camisas azul-celeste e shorts brancos, enquanto o segundo uniforme é todo com camisas brancas e shorts azul-celeste.

## Títulos
- VIVA Premier League: 4
  - 1980–81, 1994–95, 1997–98, 1999–00
- Copa do Emir (Kuwait): 2
  - 1992–93, 2000–01
- Kuwait Crown Cup: 2
  - 2000–01, 2015–16
- Kuwaiti Division One: 1
  - 1971–72
- Al-Khurafi Cup: 1
  - 1999–00

### Amistosos
- Brigadiers Cup: 1
  - 2012-13

### Futsal
- Kuwaiti Futsal League: 1
  - 2011-12

## Elenco Atual

### Jogadores
Nota: Bandeiras indicam equipe nacional, conforme definido pelas regras de elegibilidade da FIFA. Os jogadores podem ter mais de uma nacionalidade não-FIFA.
| N.º |        | Posição | Jogador            |
| --- | ------ | ------- | ------------------ |
| 4   | Kuwait | D       | Fahd Al Mejmed     |
| 5   | Kuwait | M       | Bader Al Samak     |
| 6   | Kuwait | D       | Ahmad Abdulghafour |
| 7   | Kuwait | A       | Faisal Al Enezi    |
| 8   | Kuwait | M       | Mohamed Al-Huwaidi |
| 9   | Kuwait | A       | Fahad Al-Rashidi   |
| 10  | Kuwait | M       | Naif Al-Zouid      |
| 11  | Kuwait | A       | Hussain Al-Musawi  |
| 13  | Kuwait | D       | Musaed Neda        |
| 15  | Kuwait | D       | Hamad Al-Qallaf    |
| 16  | Kuwait | M       | Mobarak Al-Faneeni |

| N.º |                 | Posição | Jogador              |
| --- | --------------- | ------- | -------------------- |
| 17  | Kuwait          | M       | Fawaz AL-Otaibi      |
| 19  | Kuwait          | M       | Mahdi Dashti         |
| 20  | Kuwait          | M       | Aziz Mashaan         |
| 22  | Kuwait          | D       | Mohammad Al-Suwaidan |
| 23  | Gâmbia          | D       | Sang Per Mendy       |
| 25  | Kuwait          | D       | Ayed Al-Enezi        |
| 26  | Kuwait          | G       | Ahmed Al-Khaldi      |
| 29  | Brasil          | A       | Roninho              |
| 45  | Costa do Marfim | A       | Jumaa Saeed          |
| 70  | Kuwait          | M       | Abdullah Al Dhafiri  |
| 88  | Brasil          | D       | Alex Lima            |
| 99  | Brasil          | A       | Patrick Fabiano      |

## Presidentes
| Years   | Chairman                      |
| ------- | ----------------------------- |
| 1964–65 | Abdulaziz Mohammed Al Rasheed |
| 1966    | Jasem Mohammed Al Wogayan     |
| 1967–72 | Abdulaziz Mohammed Al Rasheed |
| 1973–75 | Ali Subah Al Salem Al Subah   |
| 1975–81 | Mohammed Yousef Al Subah      |
| 1981–82 | Salem Fahad Al Salem Al Subah |
| 1982–08 | Khaled Yousef Al Subah        |
| 2008–11 | Abdullah Al Tereeji           |
| 2012–   | Shiekh Turki Yousef Al-Sabah  |

## Técnicos

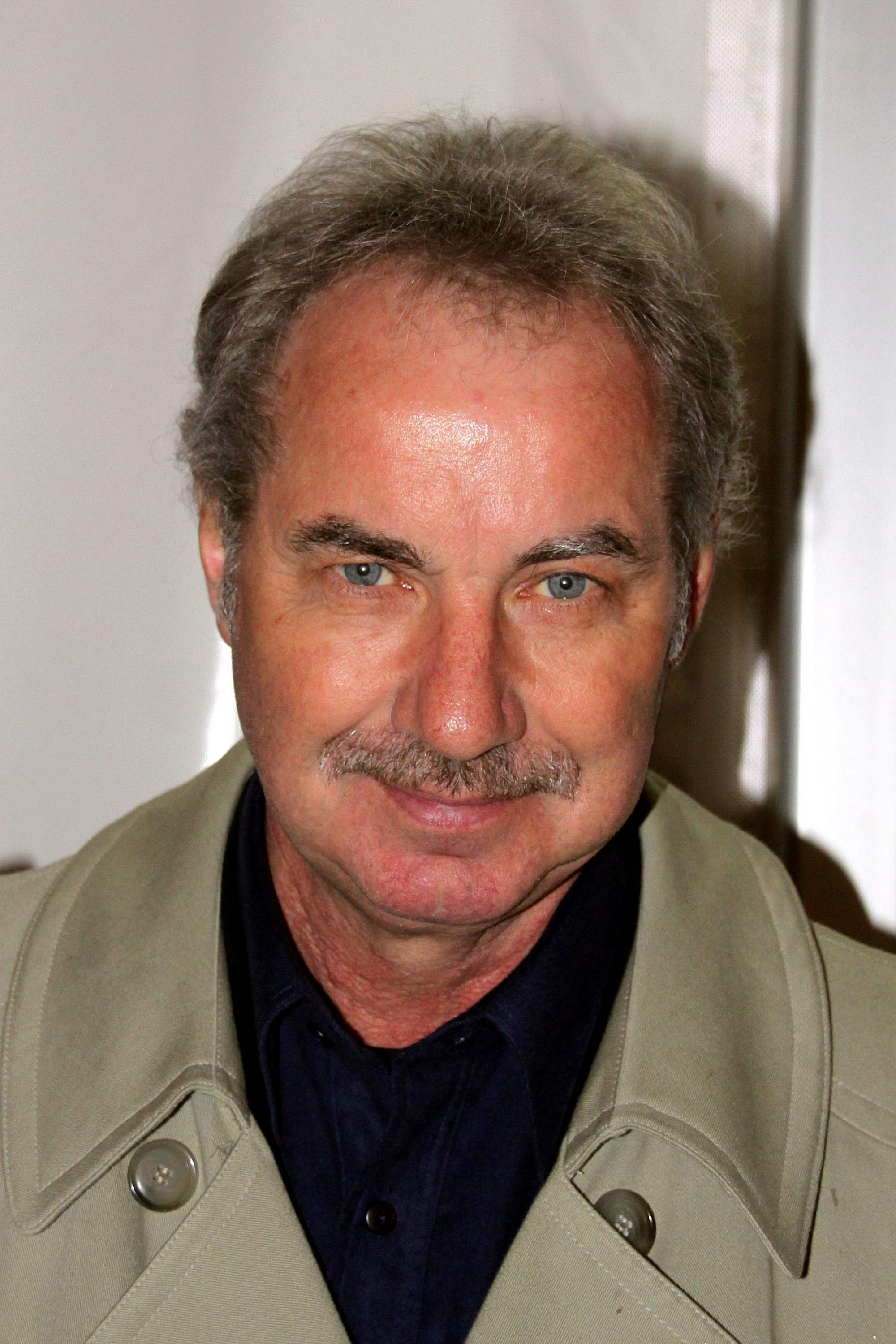
Alfred Riedl treinou o Al-Salmiya de 2001 até 2003

| Years     | Name                | Nationality          |
| --------- | ------------------- | -------------------- |
| 1991–94   | Gildo Rodrigues     | Brasil               |
| 1995–96   | David Roberts       | Inglaterra           |
| 1996      | Saleh Al Asfoor     | Kuwait               |
| 1998      | Alexandru Moldovan  | Roménia              |
| 1999–00   | William Thomas      | Bélgica              |
| 2000–01   | Ivan Buljan         | Croácia              |
| 2001      | Adel Abdul Nabi     | Kuwait               |
| 2001–03   | Alfred Riedl        | Áustria              |
| 2005–06   | Saleh Al Asfoor     | Kuwait               |
| 2006–07   | Sándor Egervári     | Hungria              |
| 2007–08   | Neca                | Portugal             |
| 2008      | Mohammed Ibrahem    | Kuwait               |
| 2008–09   | Mihai Stoichiţă     | Roménia              |
| 2009      | Saleh Zakaria       | Kuwait               |
| 2009–10   | Tamás Krivitz       | Hungria              |
| 2010      | Saleh Zakaria       | Kuwait               |
| 2010–11   | Zijad Švrakić       | Bósnia e Herzegovina |
| 2011      | Muhammad Karam      | Kuwait               |
| 2011–13   | Sanjin Alagic       | Bósnia e Herzegovina |
| 2013–14   | Mihai Stoichiţă     | Roménia              |
| 2014–17   | Mohammed Dehelees   | Kuwait               |
| 2017–18   | Abdel Aziz Hamada   | Kuwait               |
| 2018–19   | Miloud Hamdi        | Argélia              |
| 2019–20   | Salman Awad         | Kuwait               |
| 2020–2021 | Mohammed Al Mashaan | Kuwait               |
| 2021      | Thamer Enad         | Kuwait               |
| 2021      | Hatem Al Moadab     | Tunísia              |
| 2021–     | Mohammed Ibrahem    | Kuwait               |